# Остатък
Остатък в аритметиката съществува, когато резултатът от делението на две цели числа, не може да бъде изразен с цяло число. Остатъкът е това, което не може да бъде разделено при делението.

## При естествените числа
a:b=c (ост. r) => a=bc+r, където 0 ≤ r ≤ b (a – делимо; b – делител; c – частно; r – остатък)

### Примери
- 13:10 = 1 (остатък 3), проверка: 1×10+3 = 13
- 27:5 = 5 (остатък 2), проверка: 5×5+2 = 27

## При целите числа
a:b=c (ост. r) => a=bc+r, където 0 ≤ |r| ≤ |b| (a – делимо; b – делител; c – частно; r – остатък)

### Примери
- -42 = 9 × (-5) + 3, което може да бъде представено и като -42 = 8 × (-5) + (-2)

## Следствия
При r=0 a дели b (тогава казваме, че остатък няма, но това помага в рашаването на някои мат. задачи).
При r≠0 а не дели b.